# Adam Giertta
Adam Johan Christian Giertta, född den 13 juni 1872 i Munsö församling, Stockholms län, död där den 22 februari 1943, var en svensk friherre och jurist.
Giertta avlade juris utriusque kandidatexamen vid Uppsala universitet 1895. Han blev fiskal i Svea hovrätt 1908. tillförordnad revisionssekreterare 1909, assessor i Svea hovrätt 1909, hovrättsråd där samma år, revisionssekreterare 1912, tillförordnad expeditionschef i Justitiedepartementet 1917 och ånyo hovrättsråd 1918. Giertta var divisionsordförande i Svea hovrätt 1931–1940 och ordförande i Vattenöverdomstolen 1935–1940. Han var ledamot av riddarhusdirekionen och förste vice ordförande i Johanniterorden i Sverige. Giertta blev riddare av Nordstjärneorden 1914, kommendör av andra klassen av samma orden 1925 och kommendör av första klassen 1939. Han vilar på Munsö kyrkogård.